# Tyree Chambers
Tyree Donald Chambers (* 14. Juni 1994 in Bayreuth) ist ein deutscher Basketballspieler. Er spielte zuletzt am Le Moyne College im US-Bundesstaat New York.

## Laufbahn
Der Sohn einer deutschen Mutter und eines amerikanischen Vaters kam in Bayreuth zur Welt und wuchs dort auch auf. Er spielte im Nachwuchs des BBC Bayreuth und schaffte den Sprung in den Bundesliga-Kader des Vereins. Im November 2012 gab er sein Debüt in der Basketball-Bundesliga und spielte bis zum Ende der Saison 2013/14 in insgesamt 17 BBL-Partien. In diesen erzielte er eine Gesamtzahl von elf Punkten.
Anschließend ging er in die Vereinigten Staaten. Zwischen 2014 und 2016 studierte er am Providence College und gehörte auch zur Basketball-Mannschaft der Hochschule. Seine Einsatzzeiten in der ersten Division der NCAA waren jedoch gering: Chambers spielte in 14 Partien für Providence und erzielte bei einer mittleren Einsatzzeit von rund zwei Minuten insgesamt zwei Zähler. Zu seinen Mannschaftskameraden und Konkurrenten auf der Aufbauposition gehörte der spätere NBA-Spieler Kris Dunn.
Im Anschluss an die Saison 2015/16 wechselte er ans Le Moyne College aus der zweiten NCAA-Division. Dort bestritt er bis zum Ende des Spieljahres 2018/19 insgesamt 70 Spiele und kam auf einen Mittelwert von 4,9 Punkten je Begegnung. An der Hochschule schloss er im Mai 2019 sein Studium im Fach Rechnungswesen ab und wurde anschließend in Boston (US-Bundesstaat Massachusetts) für ein Wirtschaftsprüfungsunternehmen tätig.